# Tokyo Xanadu
Tokyo Xanadu (Originaltitel: 東亰ザナドゥ) ist ein Action-Rollenspiel des japanischen Entwickler Nihon Falcom und Ableger zu Dragon Slayer 2: Xanadu. Erstveröffentlichung war 2015 in Japan für die tragbare Konsole PlayStation Vita, mit Unterstützung des amerikanischen Publishers Aksys Games ab 2017 auch für den westlichen Markt. Eine erweiterte Fassung mit der Bezeichnung Tokyo Xanadu eX+ kam 2016 in Japan für PlayStation 4, ab 2017 auch für den westlichen Markt und Microsoft Windows.
Tokyo Xanadu spielt im Japan des Jahres 2015, in der fiktiven Stadt Morimiya. Der Schüler Kou Tokisaki entdeckt den Zugang zu einer von Monstern bevölkerten Parallelwelt, der Eclipse. Diese als Greed bezeichneten Kreaturen bedrohen die menschliche Welt. Doch Kou besitzt die Fähigkeit, aus seiner Seele eine Waffe zu beschwören, mit der er die Greed zusammen mit seinen Freunden bekämpfen kann. Während Kou in der Realwelt seiner Schulpflicht und Nebentätigkeiten nachgeht, begibt er sich auf die Suche nach Verbündeten im Kampf gegen die Greed und der Suche nach Zugängen zur Eclipse.
Wie auch in Falcoms Referenzreihe Ys werden diese Kämpfe in Echtzeit ausgefochten, der Spieler steuert dabei jeweils eines von drei Gruppenmitgliedern, kann jedoch jederzeit zwischen den Figuren wechseln, um ihre jeweiligen Fähigkeiten zu nutzen. Tokyo Xanadu eX+ erhielt im Vergleich zur Ursprungsfassung Verbesserungen bei der Bildfrequenz, zusätzlichen Nebenhandlung und eine Anschlusserzählung, einen zusätzlichen spielbaren Charakter und zwei neue Spielmodi (Time-Attack- und Boss-Rush-Modus).

## Rezeption
Das Spiel erhielt gemischte Kritiken mit Tendenz ins Positive. Im Onlinetest von Maniac wurde der Kampf gegen Monster positiv hervorgehoben. Technisch störe allerdings ein gelegentliches Schwanken der Bildrate. Während die Darstellung der Figuren Lob erhielt, sei die Welt „Geschmackssache“. An Persona 5 reiche das Spiel nicht heran.

„Etwas biedere Präsentation und gemächliches Tempo treffen auf schnelle Kämpfe und interessante Charaktere.“

“While Tokyo Xanadu has some enjoyable elements, it suffers from its monotonous dungeons and predictable story structure. I look back fondly on some of the characters, and Nihon Falcom still has wonderful skill at constructing a believable and welcoming world. In the end, though, Tokyo Xanadu's flaws hold it back from standing out and being memorable.”

„Während Tokyo Xanadu einige unterhaltsame Elemente hat, leidet es unter seinen monotonen Dungeons und der vorhersehbaren Handlungsstruktur. Ich denke gerne an einige der Charaktere zurück und Nihon Falcom hat noch immer das wunderbare Talent glaubwürdige und einladende Welt zu erschaffen. Letztendlich kann Tokyo Xanadu wegen seiner Fehler aber nicht aus der Masse herausstechen oder unvergessliche Erfahrung abliefern.“

Tokyo Xanadu stieg in der ersten Verkaufswoche zum Monatswechsel September/Oktober 2015 mit 88.879 verkauften Exemplaren auf Platz 1 der japanischen Verkaufscharts ein. Binnen drei Wochen stiegen diese auf 112.041 verkaufte Exemplare.